# Philotheca epilosa
Philotheca epilosa är en vinruteväxtart som först beskrevs av Paul G.Wilson, och fick sitt nu gällande namn av Paul Irwin Forster. Philotheca epilosa ingår i släktet Philotheca och familjen vinruteväxter. Inga underarter finns listade i Catalogue of Life.